# Stictonectes canariensis
Stictonectes canariensis är en skalbaggsart som beskrevs av Machado 1987. Stictonectes canariensis ingår i släktet Stictonectes och familjen dykare. Inga underarter finns listade i Catalogue of Life.